# 恩斯特·福瑞斯
恩斯特·福瑞斯（1926年9月27日—1990年3月30日）是一位德裔美国分子生物学家，美国国立卫生研究院（NIH）下属的国家神经病学和中风研究所（NINDS）研究员，专攻DNA上发生突变的原理。